# 強清水
強清水（こわしみず）は、福島県会津若松市に存在する、湧水の出ている地域、正式には「強清水湧水（こわしみずゆうすい）」また、「強清水」という呼び名は、湧水自体を指すことも多い。
旧二本松街道の休み所として、地元の人から長く愛されている、歴史のある清水である。現在も湧き水は出続けており、持ち帰ることも可能。
現在は会津から、猪苗代湖に続く国道49号が近くを通っており、アクセスもしやすい。福島県の「名水30選」にも選ばれているほか、「会津磐梯山 (民謡)」の中でも歌われている。

## 強清水の蕎麦
強清水周辺には、清水の水を生かした蕎麦屋が何軒か並んでいる。新蕎麦のシーズンや休日などは、多くの人で賑わう。国道49号線に近いため、アクセスもしやすく、お昼時になると、平日でもたくさんの人が訪れている。何軒かは営業していない店もあるが、「千本蕎麦」「清水屋」「もろはくや」などが今も営業している。